# Haardtrand – Kieferberg
Das Naturschutzgebiet Haardtrand – Kieferberg liegt im Landkreis Südliche Weinstraße in Rheinland-Pfalz. Das etwa 15,5 ha große Gebiet, das im Jahr 1990 unter Naturschutz gestellt wurde, erstreckt sich westlich der Kernstadt Edenkoben, direkt an der am südlichen Rand verlaufenden Kreisstraße 6. Unweit südlich fließt der Triefenbach.